# Gorilla's

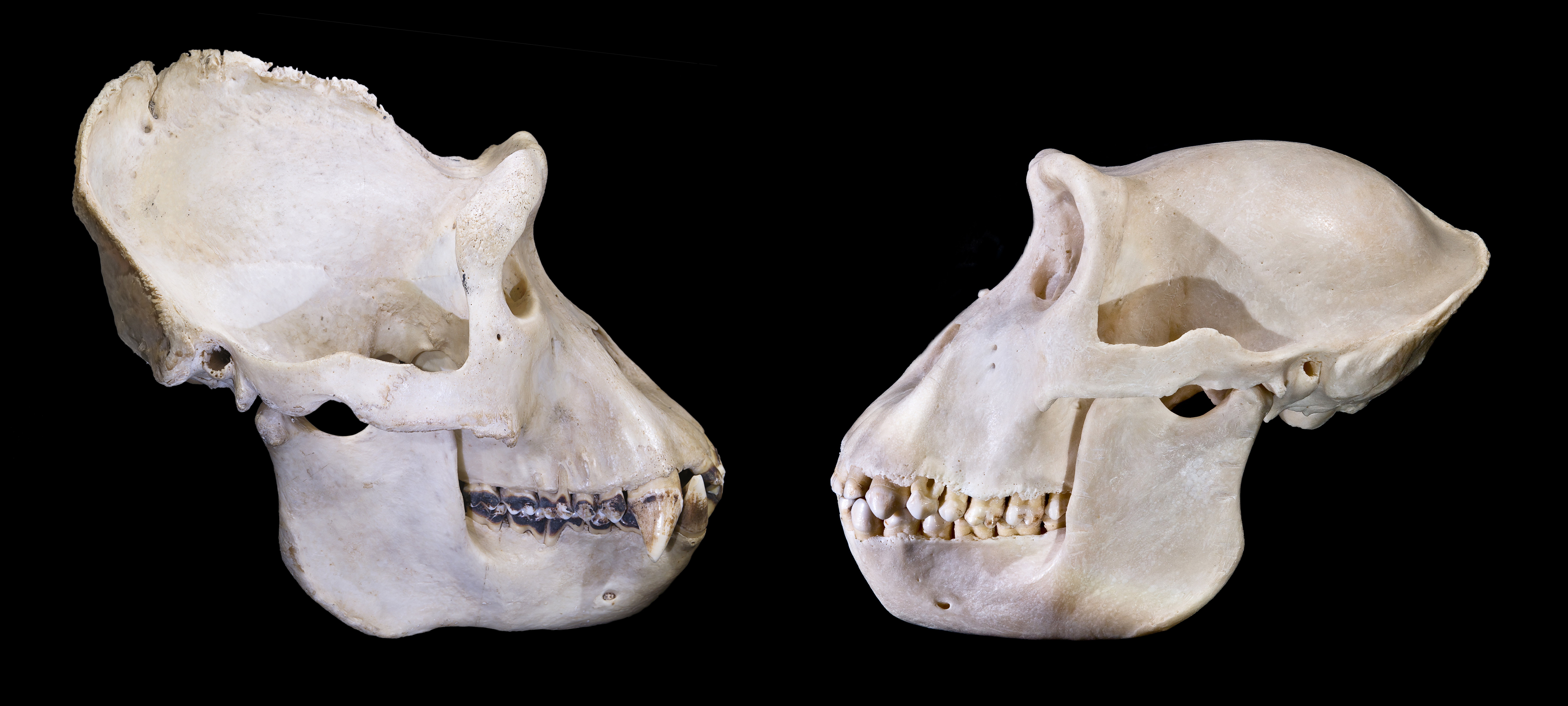
Seksueel dimorfisme van de schedel

De gorilla's (Gorilla) zijn een geslacht van Afrikaanse mensapen die tot de orde primaten (Primates) behoren, met twee soorten. Het zijn de grootste nog levende primaten.
Gorilla is een bedreigd geslacht, voornamelijk doordat het al lange tijd het slachtoffer is van wildstroperij.

## Etymologie
Het woord 'gorilla' is afkomstig uit een beschrijving van Hanno de Zeevaarder, een Carthaagse ontdekkingsreiziger. In de 5e eeuw v.Chr. was hij de aanvoerder van een vloot schepen, die een ontdekkingstocht maakten langs de Atlantische kust van Afrika. Rond het gedeelte van de West-Afrikaanse kust dat tegenwoordig onderdeel is van Sierra Leone troffen zijn mannen het volgende aan:

In een uithoek [...] lag een eiland dat leek op het eerste, met een meer erop en daarin weer een eiland, vol wilden. In ruime meerderheid waren dat vrouwen met behaarde lijven. Onze tolken noemden ze 'Gorilla's'. We achtervolgden ze, maar konden geen mannen te pakken krijgen. Ze wisten allemaal te ontkomen, doordat ze goede klimmers waren en zich weerden met (...). Drie vrouwen kregen we te pakken, maar die begonnen te bijten en te krabben en wilden niet meekomen. We hebben ze evenwel gedood en gevild en hun huiden meegebracht naar Carthago.
— Hanno de Zeevaarder

De Amerikaanse dokter en missionaris Thomas Staughton Savage en natuurvorser Jeffries Wyman waren in 1847 de eersten die de westelijke gorilla wetenschappelijk beschreven, aan de hand van exemplaren uit Liberia. Ze noemden de soort Troglodytes gorilla (tegenwoordig Gorilla gorilla), naar het Oudgriekse woord Γόριλλαι (gorillai), afkomstig uit de beschrijving van Hanno. Het is niet bekend of de soort die Hanno en zijn Carthagers zagen echt gorilla's waren, of chimpansees.

## Uiterlijk en levenswijze
De gorilla is een herbivoor die leeft in de Centraal- en West-Afrikaanse regenwouden. Gorilla's leven voornamelijk op de bosbodem. Het mannetje heeft een hoogte van tussen de 1,65 en 1,90 meter, en weegt tussen de 140 en 210 kilogram. Vrouwelijke gorilla's wegen ongeveer de helft. In tegenstelling tot chimpansees maken gorilla's nauwelijks gebruik van gereedschap. Er zijn drie gevallen bekend waarin een gorilla een hulpmiddel gebruikte: een gebruikte een stok om de diepte van een modderige rivier te bepalen, een ander gebruikte een boomstam als brug en nog een ander gebruikte een bamboestok als ladder voor haar jong.

## Soorten en ondersoorten
Traditioneel werden er drie ondersoorten van de gorilla onderscheiden, maar genetisch onderzoek samengevat in Nature in 2012 heeft een nieuwe indeling opgeleverd met twee soorten en in totaal vier ondersoorten. Vroeger werden alle gorilla's als ondersoorten van G. gorilla gezien. De Cross Rivergorilla werd niet als aparte ondersoort gezien.

## Moderne taxonomische indeling
- Geslachtengroep Gorillini (Gorilla's) (2 soorten)
  -  Geslacht: Gorilla (Gorilla's) (2 soorten)
    - Soort: Gorilla beringei – Oostelijke gorilla
      - Ondersoort: Gorilla beringei beringei – Berggorilla
      -  Ondersoort: Gorilla beringei graueri – Oostelijke laaglandgorilla

    -  Soort: Gorilla gorilla – Westelijke gorilla
      - Ondersoort: Gorilla gorilla diehli – Cross Rivergorilla
      -  Ondersoort: Gorilla gorilla gorilla – Westelijke laaglandgorilla

## Genoom
In 2012 werd een analyse van het volledige genoom van een vrouwelijke westelijke laaglandgorilla gepubliceerd. In de studie werden onder meer vergelijkingen gemaakt tussen deze gorilla en twee andere westelijke laaglandgorilla en één oostelijke gorilla om een beeld te krijgen over het geslacht Gorilla. Uit de gegevens blijkt dat de gorilla's en de lijn chimpansee-mens circa 10 miljoen jaar geleden uiteengingen. Chimpansees en mensen splitsten vier miljoen jaar later. De twee gorillasoorten, de oostelijke en westelijke, gingen ongeveer 0,5 miljoen jaar geleden uiteen, maar ook daarna vond er nog enige uitwisseling van genen tussen de twee soorten plaats. Hoewel mensen en chimpansees genetisch dichter bij elkaar staan, lijkt vijftien procent van de menselijke genen meer op die van gorilla's dan op die van chimpansees. Ook chimpansees hebben voor vijftien procent meer genetische gelijkenis met gorilla's dan met mensen. In beide gevallen gaat het dan vooral over het niet-coderende gedeelte, wat de genexpressie beïnvloedt. Het genoom van mensen en gorilla's verschilt ongeveer 1,75 procent.

## Beroemde gorilla's
- Sophie, die van 1949 tot haar dood in 1977 verbleef in de Diergaarde Blijdorp te Rotterdam, kwam in 1959 in het nieuws door haar schilderkunst.[8]
- Een van de beroemdste gorilla's ter wereld was de albino genaamd Sneeuwvlokje, uit de dierentuin van Barcelona.
- Bokito. Hij wist tot twee keer toe uit te breken in een dierentuin. De laatste keer ontsnapte hij uit zijn verblijf in Diergaarde Blijdorp in Rotterdam op 18 mei 2007. Daarbij verwondde hij een bezoekster ernstig. Bokito is op 4 april 2023 overleden.
- Bongo, lange tijd het boegbeeld van Apenheul en stamvader van veel gorilla's in Europese dierentuinen.
- Van 1953 tot zijn dood in 1988 was Gust, een westelijke laaglandgorilla, de publiekslieveling van de Antwerpse Zoo.
- Titus werd van bij zijn geboorte in 1974 tot aan zijn dood in 2009 geobserveerd in de jungle op de grens van Congo en Rwanda. In die tijd groeide hij op tot leider van een van de grootste gorillagroepen die ooit in het wild zijn aangetroffen. Hij was het onderwerp van de BBC-documentaire Titus: The Gorilla King.
- Digit was de favoriete gorilla van Dian Fossey, die zij gedurende de jaren zeventig van de 20ste eeuw observeerde. Nadat Digit door stropers was gedood, richtte Fossey het Digit Fund op ter nagedachtenis van Digit en ter bescherming van de Rwandese gorilla's.
- Harambe was een gorilla die in 2016 in de dierentuin van de Amerikaanse stad Cincinnati werd doodgeschoten nadat een kind in zijn verblijf was gevallen.[9] Na zijn dood werd Harambe een sensatie op het internet en onderwerp van vele internetmemes. Dit werd niet in dank afgenomen door de verzorgers van Harambe, die opriepen tot respect voor de tragische dood van de gorilla.
- Koko, een gorilla die meer dan duizend tekens in gebarentaal kon spreken en bijna tweeduizend Engelse woorden kon verstaan.
- De fictieve gorilla King Kong is het een op na meest populaire filmmonster ooit. De originele film uit 1933 is de oorsprong van het genre monsterfilms.